# اریک (بازیکن فوتبال، زاده ۱۹۸۸)
اریک (انگلیسی: Erick؛ زادهٔ ۲۴ اوت ۱۹۸۸) بازیکن فوتبال اهل برزیل است.
از باشگاه‌هایی که در آن بازی کرده‌است می‌توان به باشگاه ورزشی اشتوریل پرایا، باشگاه ورزشی پورتیموننزه، و اف‌سی دالاس اشاره کرد.